# Kirow (Kaluga)
Kirow (russisch Киров) ist eine Stadt in der Oblast Kaluga (Russland) mit 31.882 Einwohnern (Stand 14. Oktober 2010).

## Geografie
Die Stadt liegt etwa 160 km südwestlich der Oblasthauptstadt Kaluga bei der Mündung des Flüsschens Pessotschnaja in die Bolwa im Flusssystem des Dnepr.
Kirow ist Verwaltungszentrum des gleichnamigen Rajons.

## Geschichte

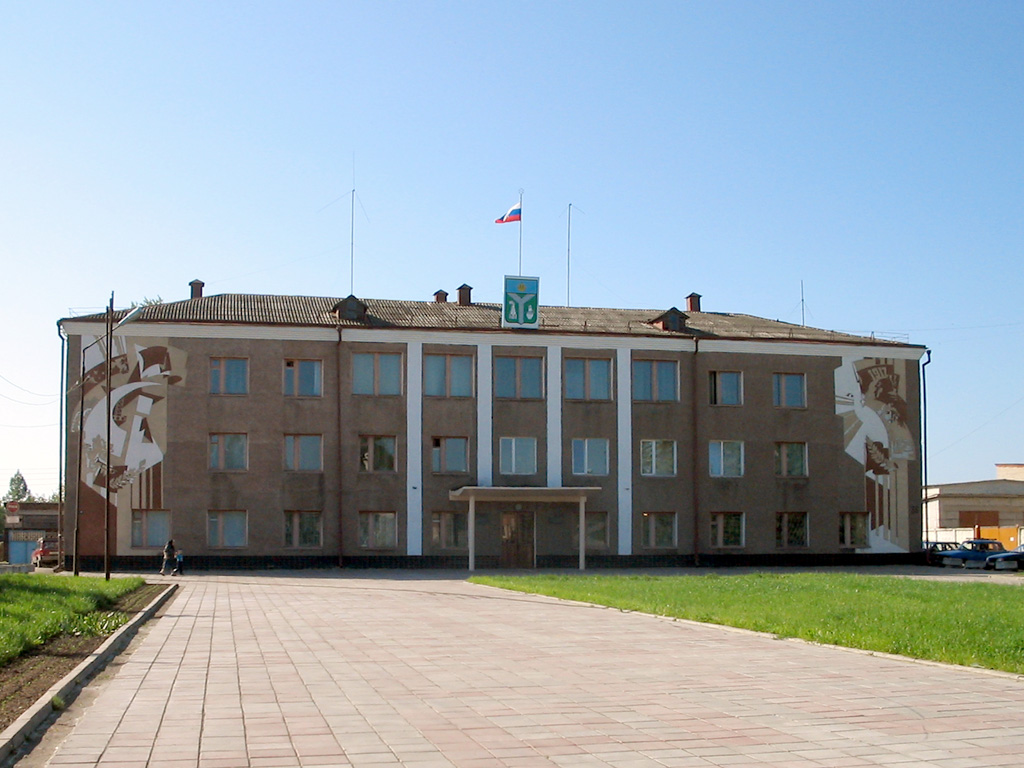
Gebäude der Stadtverwaltung

Kirow entstand 1745 als Siedlung Pessotschnja (Песочня, nach dem Fluss; Name von russisch pessok für Sand) im Zusammenhang mit der Errichtung des Eisenwerkes Pessotschenski Sawod.
Im 19. Jahrhundert ließ der nunmehrige Besitzer des Eisenwerkes, Iwan Malzow, auch eine Fabrik für Fayencen errichten.
1925 erhielt der Ort den Status einer Siedlung städtischen Typs, und 1936 wurden die Stadtrechte unter dem heutigen Namen zu Ehren des 1934 ermordeten Sergei Kirow verliehen.
Im Zweiten Weltkrieg wurde Kirow am 4. Oktober 1941 von der deutschen Wehrmacht besetzt und am 11. Januar 1942 von der Westfront der Roten Armee im Rahmen der Rschew-Wjasmaer Operation zurückerobert.
1959 wurde die etwas separat südöstlich gelegene Siedlung Fajansowy (Фаянсовый; mit Status einer Siedlung städtischen Typs seit 1940) bei der Bahnstation Fajansowaja nach Kirow eingemeindet (beides abgeleitet von russisch fajans für „Fayence“). 

### Bevölkerungsentwicklung
| Jahr | Einwohner |
| ---- | --------- |
| 1897 | 4.300     |
| 1939 | 15.313    |
| 1959 | 16.6471   |
| 1970 | 29.355    |
| 1979 | 33.492    |
| 1989 | 35.962    |
| 2002 | 38.893    |
| 2010 | 31.882    |

Anmerkung: Volkszählungsdaten; 1 sowie Fajansowy 6.956

## Kultur und Sehenswürdigkeiten

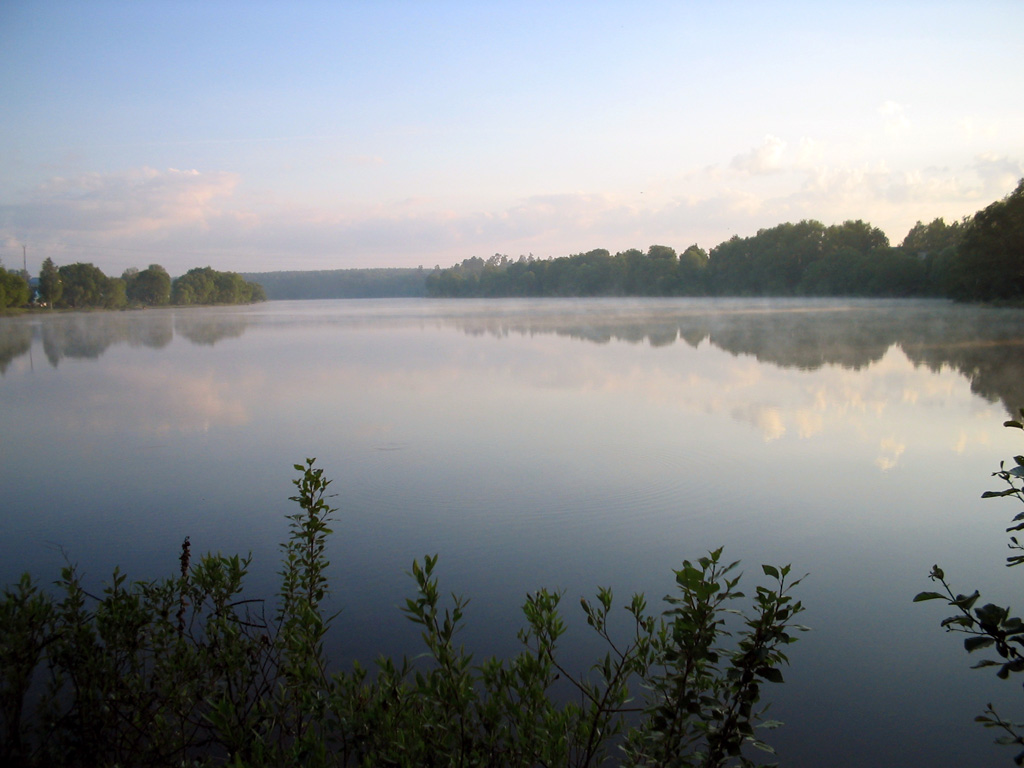
Die Bolwa bei Kirow

In Kirow sind die Gottesmutter-Geburts-Kirche (церковь Рождества Богородицы/zerkow Roschdestwa Bogorodizy) vom Ende des 18. Jahrhunderts und die Alexander-Newski-Kirche (церковь Александра Невского/zerkow Alexandra Newskogo) von 1893 erhalten.
In der Umgebung, bei den Dörfern Prudki, Wysselzy, Nagornoje und anderen, befinden sich Kurgane der Wjatitschen und Kriwitschen aus dem 10. bis 12. Jahrhundert.

## Wirtschaft und Infrastruktur
Die bedeutendsten Unternehmen der Stadt sind die aus den Werken des 18. und 19. Jahrhunderts hervorgegangenen Betriebe Kirowski sawod für Stahlwannen und -kessel sowie Kirowski stroifarfor, das heute Sanitärkeramik und Fliesen herstellt. Daneben gibt es Betriebe der Textil- und Lebensmittelindustrie sowie der Bauwirtschaft.
Die Stadt liegt an der Kreuzung der 1934 bzw. 1935 eröffneten Eisenbahnstrecken Wjasma–Brjansk und Suchinitschi–Roslawl. Die Station der Stadt heißt Fajansowaja und befindet sich am südöstlichen Stadtrand bei der ehemals eigenständigen Siedlung Fajansowy.
Durch Kirow führt die Regionalstraße R68 Brjansk–Ljudinowo–Kirow–Fernstraße A130.

## Söhne und Töchter des Ortes
- Pjotr Demitschew (1918–2010), Politiker
- Ekaterina Atalık (*  1982), türkisch-russische Schachspielerin